# Narrador não confiável

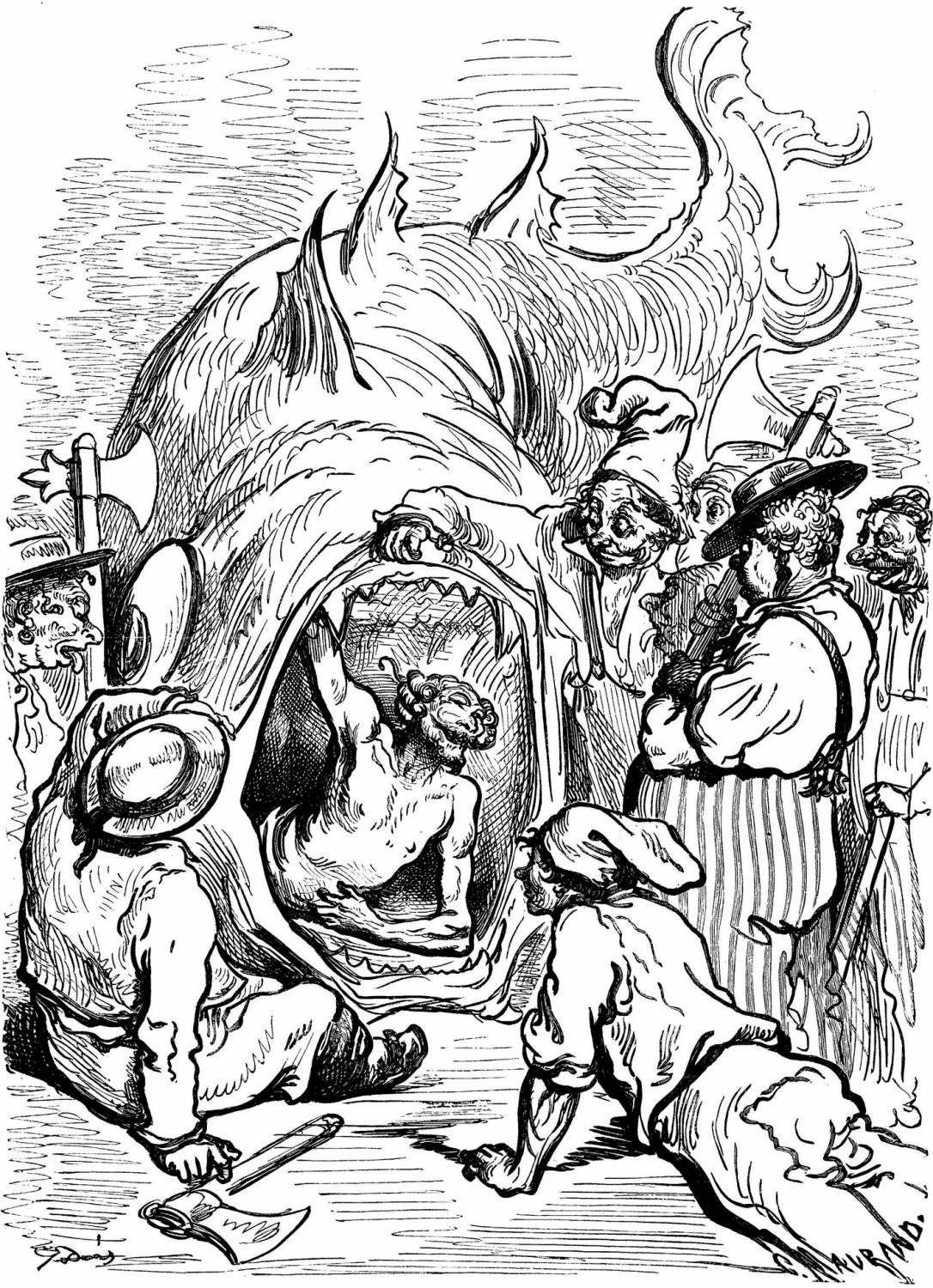
Ilustração por Gustave Doré do conto do Barão de Münchhausen, em que este reconta o dia em que foi engolido por uma baleia. Relatos surreais, como os do Barão, são um exemplo de histórias com narradores não confiáveis.

Um narrador não confiável é um narrador, seja em literatura, filme, ou teatro, cuja credibilidade está seriamente comprometida. O termo foi cunhado em 1961 por Wayne C. Booth no tratado The Rhetoric of Fiction. Enquanto narradores não confiáveis são quase por definição narradores em primeira pessoa, considera-se plausível a existência de narradores não confiáveis em segunda e terceira pessoa, especialmente no contexto do cinema e da televisão.
Por vezes, a falta de credibilidade de um narrador é explícita. Por exemplo, um relato que começa com o narrador já fazendo uma reivindicação obviamente falsa, absurda ou delirante, ou admitindo sofrer de uma severa doença mental, ou o conto de um quadro em que ele próprio aparece como um personagem e deixando várias brechas para desconfiar dele (como contradições), são todos casos que minam a credibilidade de quem conta a história. 
O narrador não confiável também é um elemento útil e comum à dramaturgia, pois atrasa a revelação para culminar num desfecho inesperado. Este twist ending força o leitor a reconsiderar o ponto de vista e o que experimentou e associou à história no começo e no desenrolar. Em alguns casos, a incredibilidade do narrador nunca é totalmente revelada, mas apenas insinuada, deixando os leitores decidirem até que ponto o relato é credível e como a história deveria ser interpretada.

## Visão geral

### Classificação
Tentativas têm sido feitas para categorizar tipos de narradores não confiáveis. 
William Riggan analisou num estudo alguns tipos distintos deles, com foco no narrador em primeira pessoa, já que é o tipo mais comum de narração desconfiável.
Adaptada com base no que Riggan descobriu,  a seguinte lista foi elaborada:
O pícaroUm narrador caracterizado por exageros e vanglória, com o caso mais antigo provavelmente sendo o do soldado homônimo na comédia de Plauto, Miles gloriosus. Exemplos na literatura moderna incluem Moll Flanders, Simplicius simplicissimus e Felix Krull.
O loucoUm narrador que está apenas experimentando mecanismos de defesa mentais, tais como a dissociação (pós-traumática) e auto alienação, ou uma severa psicopatologia, como esquizofrenia ou paranoia. Exemplos incluem os narradores auto alienantes de Franz Kafka, de ficção noir, o narrador cínico do gênero Hardboiled (que descreve de modo desconfiável o que sente), Barbara Covett em Notes on a Scandal, e Patrick Bateman em American Psycho.
O boboTambém chamado de palhaço, é um narrador que não leva a sério o que fala e conscientemente brinca com as convenções, verdades e expectativas do leitor. Exemplos vão desde Tristram Shandy a Brás Cubas.
O inocenteUm narrador cujo juízo é ingênuo ou limitado daquilo que é testemunha. Inocentes notórios incluem Huckleberry Finn, Holden Caulfield e Forrest Gump.
O mentirosoUm narrador em pleno uso das faculdades racionais que, com dolo, deturpa a si mesmo e às próprias narrativas, quase sempre para ocultar, omitir ou confundir algum passado sinistro ou conduta reprovável. Um infame mentiroso seria o John Dowell, do romance de Ford Madox Ford The Good Soldier.
Esta tipologia certamente não é definitiva e não pode reivindicar cobertura de todo o espectro de narração desconfiável e nem mesmo do narrador em primeira pessoa apenas. Pesquisas adicionais nesta área já são realizadas. 
Permanece em questão se e como um narrador em segunda ou terceira pessoa possam não ser não confiáveis, embora a restrição deliberada de informações para a audiência — como, por exemplo, nas três peças entrelaçadas de Alan Ayckbourn, The Norman Conquests, em que cada uma das partes relata a ação do ponto de vista de apenas uma das três locações durante o curso de um fim de semana—possa fornecer instâncias de narrativa não confiável, ainda que não necessariamente de um narrador não confiável.

### Definições e abordagens teóricas
Wayne C. Booth foi o primeiro que formulou uma abordagem centrada no leitor para a narração não confiável e distinguiu entre um narrador confiável e não confiável em razão de se o discurso do narrador viola ou está em conformidade com as normas e valores gerais. Ele descreve: "Eu chamei de um narrador confiável quando ele fala a favor ou age em conformidade com as normas da obra (que é dizer que está implicado nas normas do autor), não confiável quando ele não as segue". Peter J. Rabinowitz criticou a definição de Booth por confiar demais nos fatos extradiegéticos tais como normas e ética, que deve necessariamente ser contaminadas pela opinião pessoal. Ele consequentemente modificou a abordagem a narração não confiável.
Há narradores não confiáveis (c.f. Booth). Um narrador não confiável entretanto, não é simplesmente um narrador que 'não diz a verdade' – qual narrador fictício sempre conta a verdade literal? Em vez disso, Um narrador não confiável é aquele que conta mentiras, oculta informações, julga mal no que diz respeito a audiência narrativa – que é, umas cujas declarações são falsas não pelos padrões do mundo real ou da audiência autoral, mas pelos padrões de sua própria audiência narrativa. [...] Em outras palavras, todos os narradores fictícios são falsos pois são imitações. Mas alguns são imitações que dizem a verdade, algumas das pessoas que mentem.
O foco principal de Rabinowitz é o status do discurso ficcional, por oposição a factualidade. Ele debate as questões da verdade na ficção, trazendo para frente quatro tipos de público que atuam como receptores de qualquer obra literária dada:
1. "Audiência real" (= as pessoas de carne e osso que leram o livro)
2. "Audiência autoral" (= audiência hipotética a quem o autor aborda seu texto)
3. "Audiência narrativa" (= audiência imitação que também possui conhecimento particular)
4. "Audiência narrativa ideal" (= audiência acrítica que aceita o que o autor está dizendo)

Rabinowitz sugere que "Na leitura apropriada de um romance, então, os eventos que são retratados devem ser tratados tanto como 'verdadeiros' e 'falsos', ao mesmo tempo. Embora haja muitas maneiras para entender essa dualidade, proponho analisar as quatro audiências que ele gera". Similarmente, Tamar Yacobi propôs um modelo de cinco critérios ('mecanismos integrantes') que determinam se um narrador não é confiável. Em vez de confiar no dispositivo do autor implícito e uma análise centrada no texto de narração não confiável, Ansgar Nünning dá evidências de que a narrativa não confiável pode ser reconceitualizada no contexto da teoria de quadro e de estratégias cognitivas dos leitores.
[...] para determinar uma não confiabilidade do narrador não é preciso apenas confiar em julgamentos intuitivos. Não são nem as intuições do leitor nem as normas e valores implícitos do autor que fornecem a pista para a não confiabilidade do narrador, mas uma vasta gama de sinais definíveis. Estes incluem ambos os dados textuais e conhecimento conceitual preexistente do leitor do mundo. Em suma, se um narrador é chamado de não confiável ou não, isso não depende da distância entre as normas e valores do narrador e aquelas do autor implícito, mas entre a distância que separa a visão do mundo do narrador do mundo modelo e padrões de normalidade do leitor.
A narração não confiável nessa visão torna-se puramente uma estratégia do leitor de fazer sentido de um texto, ou seja, de reconciliar discrepâncias na conta do narrador (cf. sinais de narração não confiável). Nünning assim, efetivamente elimina a dependência de julgamentos de valor e códigos morais que são sempre contaminados pela perspectiva e gosto pessoal. Greta Olson recentemente debateu os modelos ambos de Nünning e Booth, revelando discrepâncias em suas respectivas visões.
[...] o modelo de texto imanente de não confiabilidade do narrador de Booth tem sido criticado por Ansgar Nünning por desconsiderar o papel do leitor na percepção de confiabilidade e por confiar no conceito insuficientemente definido do autor implícito. Nünning atualiza a obra de Booth com uma teoria cognitiva da não confiabilidade que repousa nos valores do leitor e seu senso que existe uma discrepância entre as declarações e as percepções do narrador e outra informação dada pelo texto.
e oferece "[...] uma atualização do modelo de Booth por fazer sua implícita diferenciação entre narradores falíveis e indignos de confiança explícitos". Olson então argumenta "[...] que estes dois tipos de narradores suscitam diferentes respostas em leitores e são melhor descritos usando escalas para falibilidade e inconfiabilidade". Ela profere que todos os textos ficcionais que empregam o dispositivo de não confiabilidade podem ser melhor considerados ao longo de um espectro de falibilidade que começa com a confiabilidade e termina com a não confiabilidade. Este modelo permite todos os tons de cinza entre os polos de confiabilidade e não confiabilidade. É consequentemente, para cada leitor individual determinar a credibilidade de um narrador em um texto ficcional.

### Sinais de narração não confiável
Qualquer que seja a definição de não confiabilidade que segue, há um número de sinais que constituem ou pelo menos indicam a não confiabilidade do narrador. Nünning sugeriu dividir estes sinais em três amplas categorias.
- Sinais intratextuais tais como o narrador contradizendo a si mesmo, tendo lacunas na memória, ou mentindo para os outros personagens
- Sinais extratextuais como contradizendo o conhecimento geral de mundo do leitor, ou impossibilidades (dentro dos parâmetros da lógica)
- A competência literária do leitor. Isso inclui o conhecimento do leitor sobre os tipos literários (por exemplo, personagens de estoque que reaparecem sobre séculos), conhecimento sobre gêneros literários e suas convenções ou dispositivos estilísticos.

## Exemplos

### Ocorrências históricas
Um dos primeiros usos da não confiabilidade na literatura é em As Rãs de Aristófanes. Após o deus Dionísio afirmar ter afundado 12 ou 13 barcos inimigos com Cleistenes, seu escravo Xanthias diz "Então eu acordei". A versão mais conhecida está na comédia de Plauto, Miles Gloriosus (séculos III–II a.C.), que apresenta um soldado que constantemente embeleza suas realizações enquanto seu escravo Artotrogus, em apartes, afirma que as histórias são falsas e que ele só as apoia para obter alimentos. O dispositivo literário do "narrador não confiável" foi usado em vários contos árabes ficcionais medievais de As Mil e Uma Noites, também conhecido como Noites Árabes. Em um conto, "Os Sete Vizires", uma cortesã acusa o filho de um rei de tê-la atacado, quando na realidade ela não conseguiu seduzi-lo (inspirado na história bíblica/corânica de José/Yusuf). Sete vizires tentam salvar sua vida narrando sete histórias para provar a não confiabilidade da cortesã, e a cortesã responde narrando uma história para provar a não confiabilidade dos vizires. O dispositivo do narrador não confiável também é usado para gerar suspense em outro conto de Noites Árabes, "As Três Maçãs", uma história inicial de mistério. Em um ponto da história, dois homens afirmam ser o assassino, um dos quais é revelado estar mentindo. Em outro ponto na história, em um flashback mostrando os motivos para o assassinato, é revelado que um narrador não confiável convenceu o homem da infidelidade de sua esposa, levando assim ao assassinato da mulher.
Outro exemplo inicial de narração não confiável está Os Contos de Canterbury de Geoffrey Chaucer. Em "O Conto do Mercador" por exemplo, o narrador, que é infeliz em seu casamento, permite seu preconceito contar a maior parte da história. Em "A Esposa de Bath", a esposa frequentemente faz cotações imprecisas e relembra incorretamente de histórias.

### Romances
Um exemplo controverso de um narrador não confiável ocorre no romance de Agatha Christie, The Murder of Roger Ackroyd, onde o narrador esconde verdades essenciais no texto (principalmente através da evasão, omissão, e ofuscação) sem nunca abertamente mentir. Muitos leitores na época sentiram que o plot twist no clímax do romance, no entanto, foi injusto. Christie usou o conceito novamente em seu romance de 1967, Endless Night. A mesma técnica tinha sido usada pelo escritor de crime norueguês Sven Elvestad, como inicialmente em 1909 em seu romance, The Iron Wagon.
Narradores não confiáveis similares frequentemente aparecem em romances e thrillers de detetive, onde até mesmo um narrador em primeira pessoa pode esconder informação essencial e deliberadamente enganar o leitor, a fim de preservar o encerramento surpresa. Em alguns casos, o narrador descreve a si mesmo fazendo coisas que parecem questionáveis ou desacreditadas, apenas para revelar, no final, que tais ações não eram o que pareciam (por exemplo, The Golden Rendezvous, de Alistair MacLean, e The Racketeer, de John Grisham).
Muitos romances são narrados por crianças, cuja inexperiência pode prejudicar o seu julgamento e torná-las não confiáveis. Em As Aventuras de Huckleberry Finn (1884), a inocência de Huck leva-o a fazer julgamentos excessivamente caritativos sobre os personagens no romance.
Dois dos romances mais famosos de Ken Kesey apresentam narradores não confiáveis. "Chief" Bromden em One Flew Over the Cuckoo's Nest sofre de esquizofrenia, e sua maneira de contar os acontecimentos frequentemente inclui coisas tais como pessoas crescendo ou diminuindo, paredes escorrendo com lodo, ou os enfermeiros sequestrando e "curando" Papai Noel. A narração em Sometimes a Great Notion muda entre vários dos personagens principais, cuja parcialidade tende a mudar as simpatias do leitor de uma pessoa para outra, especialmente na rivalidade entre o personagens principais Leland e Hank Stamper. Muitos dos romances de Susan Howatch similarmente usam esta técnica; cada capítulo é narrado por um personagem diferente e apenas depois de ler os capítulos de cada um dos narradores é que o leitor percebe que cada um dos narradores possuem parcialidades e "pontos cegos" que causam ele ou ela perceber experiências compartilhadas diferentemente.
Humbert Humbert, o personagem principal e narrador de Lolita, de Vladimir Nabokov, muitas vezes conta a história de tal maneira como para justificar sua fixação hebéfila em meninas, em particular, o seu relacionamento sexual com sua enteada de 12 anos. Da mesma forma, o narrador de A.M. Homes em The End of Alice deliberadamente retém a história completa do crime que o colocou na prisão—o estupro e subsequente assassinato de uma menina—até o fim do romance.
Em alguns casos, a narração não confiável pode trazer sobre o fantástico em obras de ficção. Em The Green Man de Kingsley Amis, por exemplo, a não confiabilidade do narrador Maurice Allington desestabiliza as fronteiras entre realidade e o fantástico. O mesmo se aplica em Witchcraft de Nigel Williams. Em An Instance of the Fingerpost de Iain Pears também emprega vários pontos de vista de narradores cujas contas são encontradas para não ser confiáveis e em conflito umas com as outras.
Mike Engleby, o narrador de Sebastian Faulks, Engleby, leva o leitor a acreditar em uma versão dos acontecimentos de sua vida que é mostrada para ser cada vez mais em desacordo com a realidade.
Zeno Cosini, o narrador de A Consciência de Zeno, de Italo Svevo, é um exemplo típico de narrador não confiável: em fato o romance é apresentado como um diário do próprio Zeno, que sem querer, distorce os fatos para justificar suas falhas. Seu psiquiatra, que publica o diário, afirma na introdução que é uma mistura de verdades e mentiras.
Pi Patel, o narrador de A Vida de Pi, de Yann Martel, publicado em 2001, é outro exemplo de um narrador não confiável. Depois de passar muitos dias à deriva no mar, ele descreve vários eventos fantasiosos e diz a seus salvadores que seu bote salva-vidas foi compartilhado com uma zebra, um orangotango, uma hiena (que matou a zebra e o orangotango) e um tigre de Bengala (que matou a hiena). Quando eles questionam sua história, Pi fornece uma alternativa, mais sombria, entretanto mais acreditável de eventos, em que um marinheiro e sua mãe são assassinados por um cozinheiro canibal do barco, que Pi então mata e come para sobreviver. As equipes de resgate notam os paralelos entre as pessoas e os animais, com a zebra representando o marinheiro, o orangotango representando a mãe de Pi, a hiena representando o cozinheiro, e o tigre representando o próprio Pi. Quando Pi aponta que nenhuma história é provável e que nenhuma história muda o resultado (o barco afundou, e sua família morreu), os resgatadores escolhem acreditar na história que apresenta os animais, porque é uma história melhor.

### Filmes
Um dos exemplos iniciais do uso de um narrador não confiável no cinema é o filme expressionista alemão, O Gabinete do Dr. Caligari, de 1920. Neste filme, um epílogo da história principal é um twist ending revelando que Francis, através de cujos olhos nós vemos a ação, é um paciente em um manicômio, e o flashback que representa a maior parte do filme é simplesmente seu delírio mental.
O film noir de 1945, Detour, é contado a partir da perspectiva de um protagonista não confiável que pode estar tentando justificar suas ações.
Em Possessed (1947), Joan Crawford interpreta uma mulher que é levada para um hospital psiquiátrico em estado de choque. Ela gradualmente conta a história de como ela veio a estar lá para seus médicos, que é relatado para a audiência em modo de flashbacks, alguns dos quais são mais tarde revelados ser alucinações ou distorcidas pela paranoia.
Em Rashomon (1950), um filme de crime e drama japonês dirigido por Akira Kurosawa, adaptado de "Dentro de um Bosque" (1921), usa múltiplos narradores para contar a história da morte de um samurai. Cada uma das testemunhas descrevem os mesmos eventos básicos, mas diferem muito nos detalhes, alternadamente afirmando que o samurai morreu por acidente, suicídio, ou assassinato. O termo "efeito Rashomon" é usado para descrever como as diferentes testemunhas são capazes de produzir relatos contraditórios do mesmo evento, embora cada versão é apresentada com igual sinceridade e cada uma é plausível quando considerada independentemente das outras. O filme não seleciona o narrador "autêntico" dos diferentes relatos: em sua conclusão, todas as versões permanecem igualmente plausíveis e igualmente suspeitas.
O filme de 1950 de Alfred Hitchcock, Stage Fright, usa o dispositivo de narração não confiável por apresentar as consequências de um assassinato em um flashback, como dito pelo assassino. Os detalhes do flashback providenciam uma explicação que ajuda a convencer o protagonista inocente do filme a ajudar o assassino, acreditando que ele é inocente.
Na versão do filme de Forrest Gump (1994), o personagem-título narra sua história de vida, e no processo ingenuamente se refere a Apple Computer como uma "companhia de frutas", enquanto assumindo ainda que sustentar uma "ferida de milhões de dólares" significava que um poderia obter o que pagou por ela. Ele também afirma que o pai de Jenny a tratou bem, porque "ele sempre estava beijando e tocando ela e suas outras irmãs".
O filme de 1995, The Usual Suspects, revela que o narrador tem enganado outro personagem, e portanto a audiência, ao inventar histórias e personagens. O personagem é visto como um criminoso fraco, humilde e tranquilo, mas depois é revelado pela audiência que ele é o mais famoso chefe do crime Keyser Söze.
No filme de 1999, Fight Club, é revelado que o narrador sofre de transtorno dissociativo de identidade e de que alguns eventos foram fabricados, o que significa que apenas um dos dois principais protagonistas realmente existe, como o outro está na mente do narrador.
No filme de 2001, A Beautiful Mind, é eventualmente revelado que o narrador está sofrendo de esquizofrenia paranoide, e muitos dos eventos que testemunhou ocorreram apenas em sua própria mente.
No filme de 2002, Hero, o protagonista é identificado como um narrador não confiável pelo antagonista, que responde com a construção de sua própria versão alternativa da falsa história. Na última parte do filme, o protagonista conta a história real, o que explica a sua presença na situação atual.
No filme de 2013 The Lone Ranger o narrador, Tonto (Johnny Depp), é rapidamente identificado como potencialmente não confiável por uma criança assistindo a um espetáculo secundário do carnaval de 1930, durante o questionamento extensivo sobre os eventos que levaram à origem do personagem de Wild West que a criança emula. A criança está vestindo uma fantasia identificada com o herói western fictício de rádio, histórias em quadrinhos, filmes e televisão, Os eventos relatados pelo narrador vagamente seguem uma versão alternativa do desenvolvimento do personagem que ocorreu durante seus dramas de rádio e no início de sua série de televisão, mas com novas revelações de detalhes gráficos que ocorrem como uma série de flashbacks que retratam as memórias dos eventos do idoso Tonto. Juntos com a criança, a audiência é deixada para fazer seus próprios julgamentos sobre as memórias de Tonto.

### Televisão
Como um dispositivo de enquadramento na série de comédia How I Met Your Mother, o personagem principal Ted Mosby, no ano de 2030, narra a seu filho e filha os eventos que o levaram a conhecer sua mãe. O criador do show, Craig Thomas disse explicitamente em uma entrevista de 2008, que o narrador, "Future Ted" (voz de Bob Saget), é não confiável.
Na série de 2014 da Showtime, The Affair, o enredo é definido como dois recontos independentes e sobrepostos dos acontecimentos que rodeiam o caso, nenhum dos quais são mostrados sendo completamente precisos.
A série de 2015 da USA Network, Mr. Robot, apresenta um narrador não confiável como o personagem principal e também um plot-device.

### História em quadrinhos
Em Batman: The Killing Joke, de Alan Moore e Brian Bolland, o Coringa, que é o vilão da história, reflete sobre a vida lamentável que o transformou em um assassino psicótico. Embora a versão do Coringa na história não é implausível dado os vários enredos gerais do Coringa nos quadrinhos de Batman, o Coringa admite no final de The Killing Joke de que ele mesmo não está certo se é verdade.

## Obras notáveis com narradores não confiáveis

### Literatura
- Time's Arrow de Martin Amis[31]
- I, the Supreme de Augusto Roa Bastos
- O Morro dos Ventos Uivantes de Emily Brontë[32]
- Illywhacker de Peter Carey[33]
- Wise Children de Angela Carter[34]
- Os Contos de Canterbury de Geoffrey Chaucer
- The Moonstone de Wilkie Collins[35]
- As obras de Bret Easton Ellis, mais proeminente American Psycho[36]
- The Sound and the Fury de William Faulkner[1]
- O Grande Gatsby de F. Scott Fitzgerald
- The Good Soldier de Ford Madox Ford[37]
- O Papel de Parede Amarelo de Charlotte Perkins Gilman[38]
- O Tambor de Günter Grass
- When We Were Orphans de Kazuo Ishiguro[39]
- The Turn of the Screw de Henry James[40]
- The Horned Man de James Lasdun[41]
- Gentlemen Prefer Blondes de Anita Loos[42]
- Fogo Pálido e Lolita de Vladimir Nabokov[43]
- Barney's Version de Mordecai Richler[44][45][46]
- O Apanhador no Campo de Centeio de J.D. Salinger[47]
- As obras de Gene Wolfe, mais proeminente The Book of the New Sun e The Fifth Head of Cerberus[48]
- Midnight's Children de Salman Rushdie[49]
- As Memórias de Barry Lyndon de William Makepeace Thackeray
- As obras de Chuck Palahniuk, mais notavelmente Fight Club
- Gone Girl de Gillian Flynn

### Filme
- Amarcord (1973), dirigido por Federico Fellini[50]
- Big Fish (2003), dirigido por Tim Burton[51]
- O Gabinete do Dr. Caligari (1920), dirigido por Robert Wiene[52]
- Clube da Luta (1999), dirigido por David Fincher[53]
- Forrest Gump (1994), dirigido por Robert Zemeckis[54]
- Herói (2002), dirigido por Zhang Yimou[55]
- Memento (2000), dirigido por Christopher Nolan
- Rashomon (1950), dirigido por Akira Kurosawa[56]
- Laura (1944), dirigido por Otto Preminger[57]

### Vídeo games
- Bastion
- BioShock
- Braid
- Call of Juarez: Gunslinger
- Dragon Age II
- Final Fantasy VII
- Hotline Miami
- Portal
- Silent Hill 2
- Spec Ops: The Line
- Star Wars: Knights of the Old Republic
- System Shock
- The Beginner's Guide
- The Stanley Parable
- Undertale
- Persona 5
- The Elder Scrols V: Skyrim